# Лео Бірінськи
Лео Бірінськи (Бірінськи — творчий псевдонім та ім'я по матері, ім'я по батькові Готтесманн; 8 червня 1884, Лисянка — 1951, Нью-Йорк) — драматург, сценарист і режисер єврейського походження. Родом з України (Черкащина), проживав в Австро-Угорщині, Німеччині, США, писав німецькою і англійською мовами. В Європі як драматург він набув найбільшої популярності в 1910–1917 роках, потім був забутий. У 20—40-х роках ХХ століття він працював головним чином сценаристом спочатку в Німеччині, пізніше в США. Точних даних про життя дуже мало. Багато легенд і чуток про себе Бірінськи поширював й сам. Наприклад, неправдиве повідомлення про його самовбивство в 1920 році навіть знайшло свій шлях з газетних некрологів у енциклопедії. Мав декілька варіантів свого імені: Лев Григорович Бірінськи, Лев Геннадійович Бірінськи, Лев Birinskij, Lav Birinski, Birinszki Leó, Лев Birinszkij, Леон Birinski та ін.

## Біографія
Лео Бірінськи ймовірно народився в містечку Лисянка (Черкаська область) 8 червня 1884 року. Іноді він надавав цю інформацію в офіційних документах, і про це існували інші свідчення, хоча це неможливо довести остаточно, тому що місцеві записи в Лисянсьці, пов'язані з народженням не збереглися. Його батько Херш Готтесманн народився в місті Борщів у Східній Галичині й був продавцем, мати Чарна Бірінськи — дочка орендаря з Лисянки. Юнацтво Лео провів у Чернівцях.
На початку ХХ століття (у 1901 чи 1904 році, згідно з різними джерелами,) Лео Бірінськи переїхав до Відня. Він працював у книжковому магазині, повернувся до перекладів і почав писати сам. У Віденський період було створено три трагедії «Молох» (нім. Der Moloch) і чеською «Raskolnikoff» (за мотивами роману «Злочин і кара» Федора Достоєвського) і його найуспішніша комедія (або трагікомедія, як драматур сам визначав) «Танець безумних» (нім. Narrentanz), написана в 1912 році.

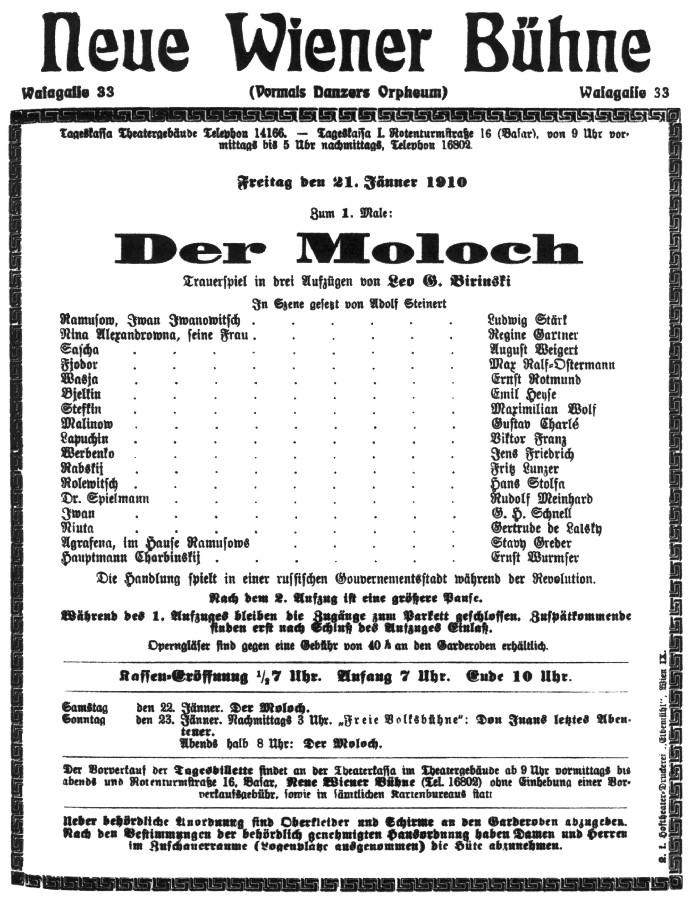
Анонс прем'єри «Молоха», Відень 21 січня 1910.
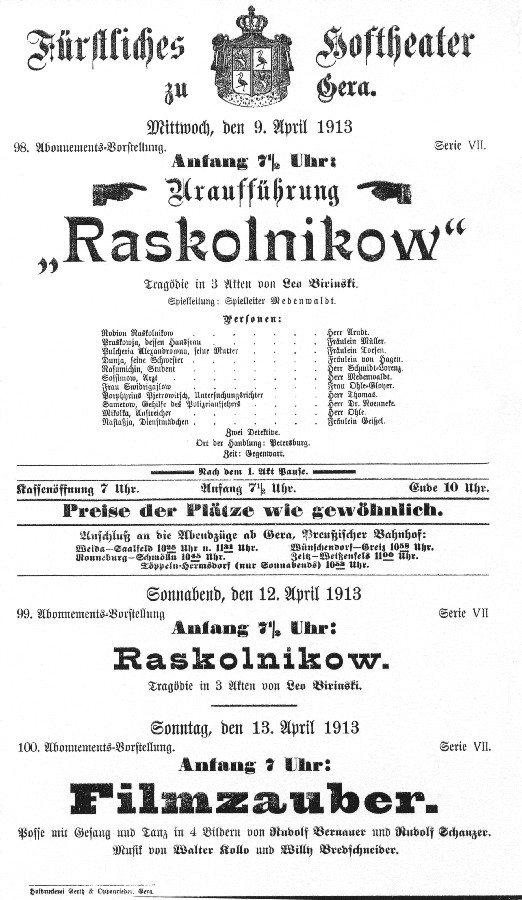
Анонс прем'єри «Раскольникова», Гера Німеччина 9 квітня 1913.
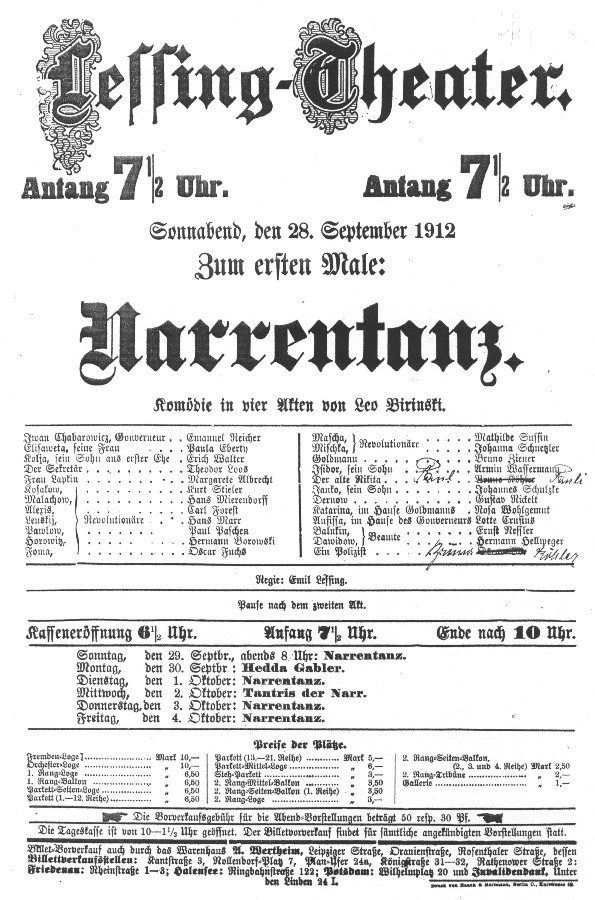
Анонс прем'єри «Танцю безумних», Берлін 28 вересня 1912.
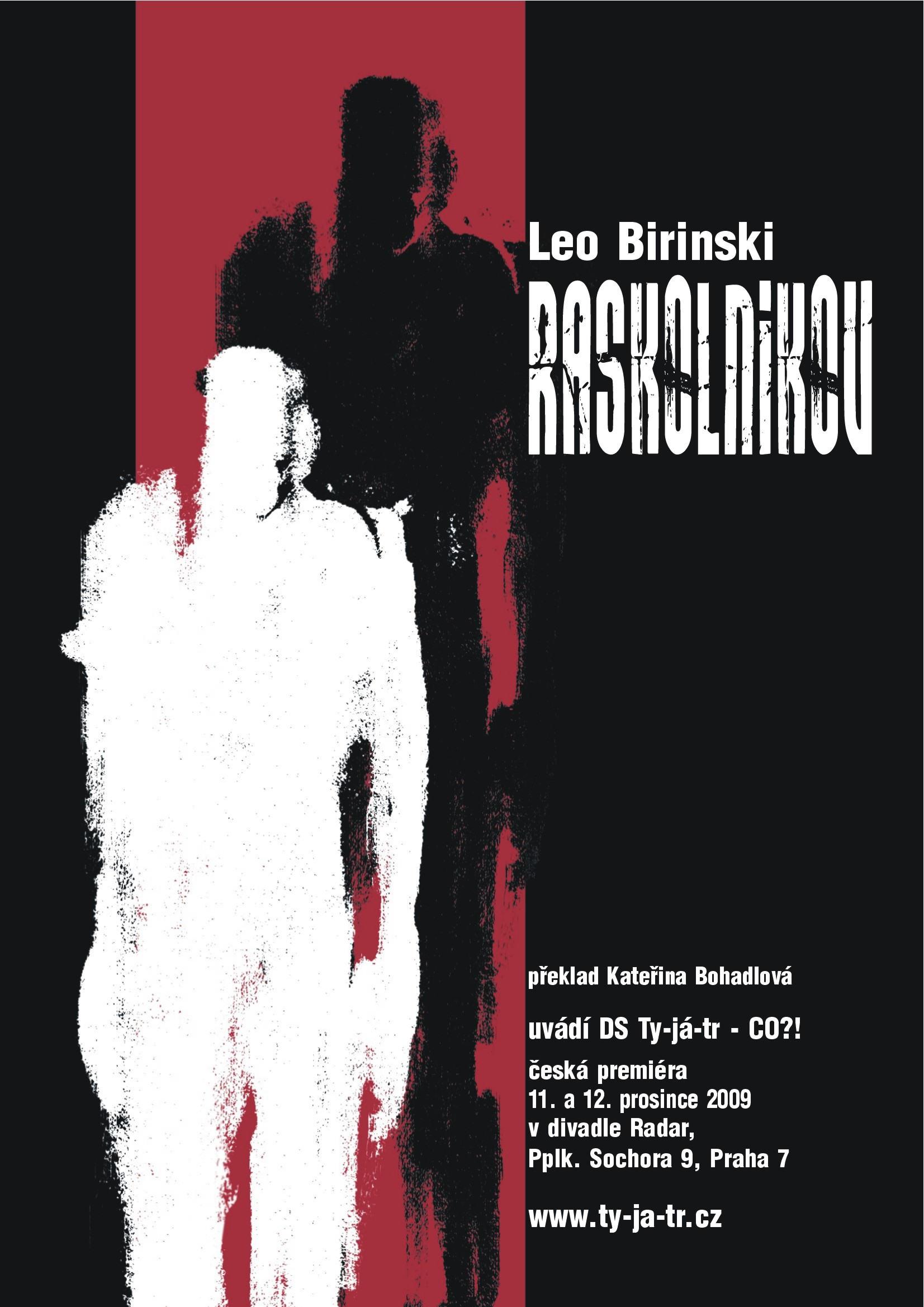
Анонс чеської прем'єри« Раскольникова», Прага 11 грудня 2009.

У березні 1920 року поширились чутки про самогубство, які викликані тим, що помилково ідентифікували Лео Бірінськи з його молодшим тезкою Леоном Готтесманом. Про це писалось у місцевих газетах та інформацю було включено в деякі сучасні енциклопедії. Насправді, в квітні 1921 року Бірінськи залишив Відень і переїхав до Берліна.
У Німеччині Бірінськи, ймовірно, одружився з єврейською піаністкою Феліцією Ашкенас. Під час свого німецького періоду він бере участь у написанні сценаріїв тринадцяти фільмів, серед них «Tragödie der Liebe» з Марлен Дітріх, «Вар'єте» за участю Евальда Андре Дюпона. Одним із найпопулярніших фільмів цього періоду є фільм «Воскові фігури» (нім. Das Wachsfigurenkabinett), який відзнято у 1924. У фільмі Берінськи виконує роль продюсера та режисера.
У вересні 1927 року Бірінськи з дружиною ідентифікували себе серед імміграційних офіцерів Нікарагуа. Швидше за все, це була просто помилка.

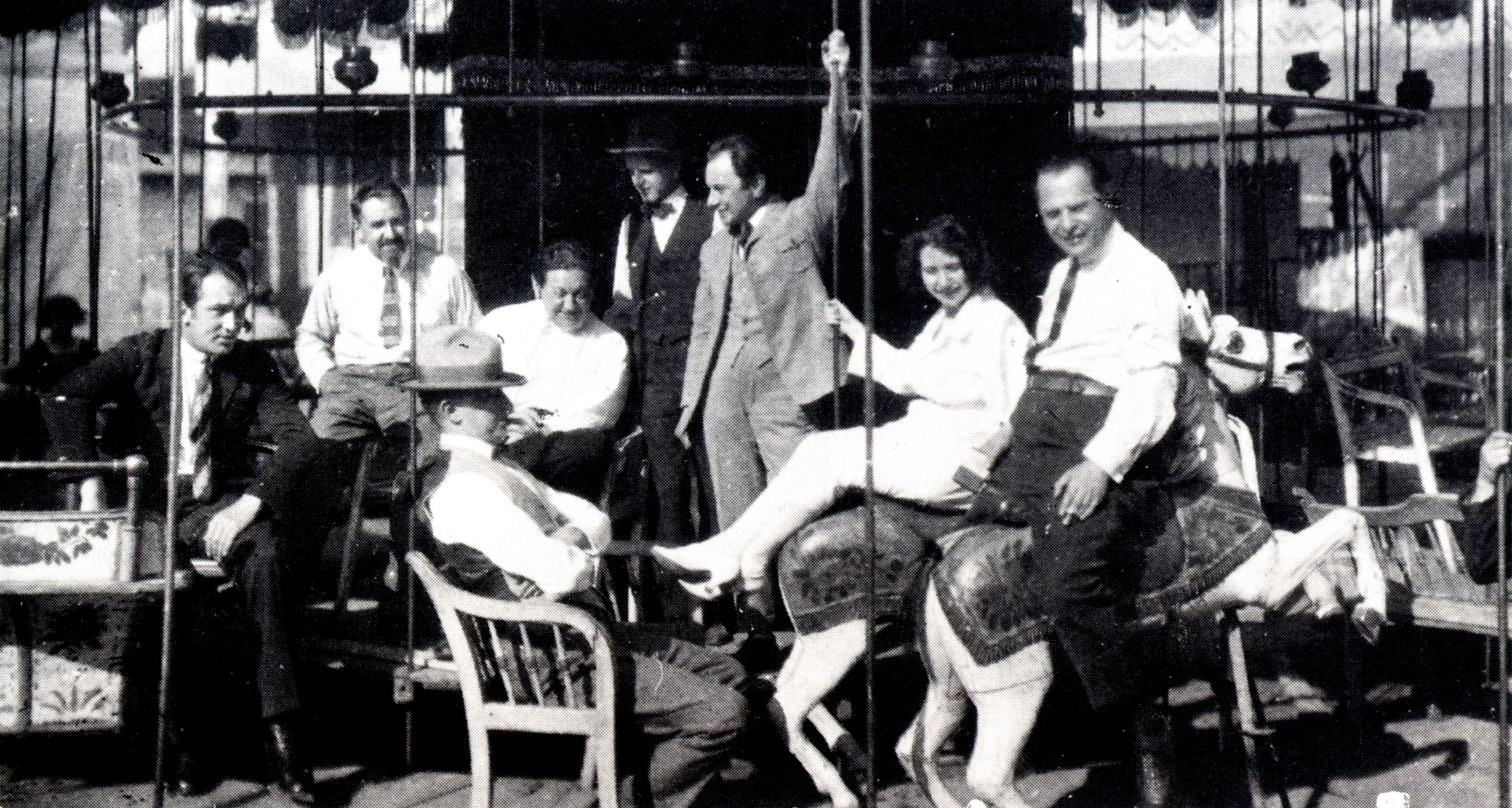
Фото з роботи над фільмом Das Wachsfigurenkabinett — Лео Бірінськи справа на білому коні (близько 1923 року)

Свою роботу він продовжив у США як учасник створення кіносценаріїв (він брав участь у зйомках тринадцяти документальних фільмів). Першою американською роботою Бірінськи, ймовірно, була розповідь «Любов і Диявол». Деякі його картини належать до так званих «основних» фільмів американського періоду, серед яких «Мата Харі» з Греттою Гарбо, «Пісня над піснями», з Марлен Дітріх і «The Gay Desperado». Він знову спробував режисерувати фільм «Флірт» в 1934 році. Робить спроби і в театрі, зокрема радіопостановках на «Lux Radio Theater», написавши кілька вистав. На Бродвеї (Нью-Йорк) його п'єса «Ні до чого не прив'язаний» була представлена в січні 1935 року, в «Imperial Theatre» — «Настане день» у вересні 1944 року. Крім цих робіт, рукопис п'єси «Святий Диявол» («Распутін») був знайдений серед паперів, залишених Германом Бернштейном (журналіст і письменник, який помер у серпні 1935). Цей спектакль, ймовірно, не був поставлений, а п'єса не опублікована.
Про останні сім років Бірінськи життя також відомо мало. Лео Бірінськи помер  23 жовтня 1951 року в лікарні Лінкольна в Бронксі (Нью-Йорк). Зрозуміло, що Лео Бірінськи помер у злиднях, і, ймовірно, зовсім самотній (без будь-яких родичів або спадкоємців). Він був похований на кладовищі для бідних в масовій могилі. У 2009 році були знайдені родичі Лео Бірінськи, що проживали в Ізраїлі та США.

## Фільмографія

### Сценарист
- The Lady Has Plans (1942)
- Full Confession (1939)
- Мадемуазель лікар (Mademoiselle Docteur) (1937)
- Відчайдушний хлопець (The Gay Desperado) (1936)
- Stamboul Quest (1934)
- Пісня пісень (The Song of Songs) (1933)
- Мата Харі (1931)
- Olympia (1930)
- Love and the Devil (1929)
- Мата Харі, червона танцівниця (Mata Hari, die rote Tänzerin) (1927)
- Laster der Menschheit (1927)
- Der Meister der Welt (1927)
- Verbotene Liebe (1927)
- Улюблена (Die Geliebte) (1927)
- Die Flucht in den Zirkus (1926)
- Der Prinz und die Tänzerin (1926)
- Der Bastard (1925)
- Finale der Liebe (1925)
- Трагедія любові (Tragödie der Liebe) (1923)[1]

### Режисер
- Flirtation (1934)
- Воскові фігури (Das Wachsfigurenkabinett) (1924)[1]

### Продюсер
Воскові фігури (Das Wachsfigurenkabinett) (1924)

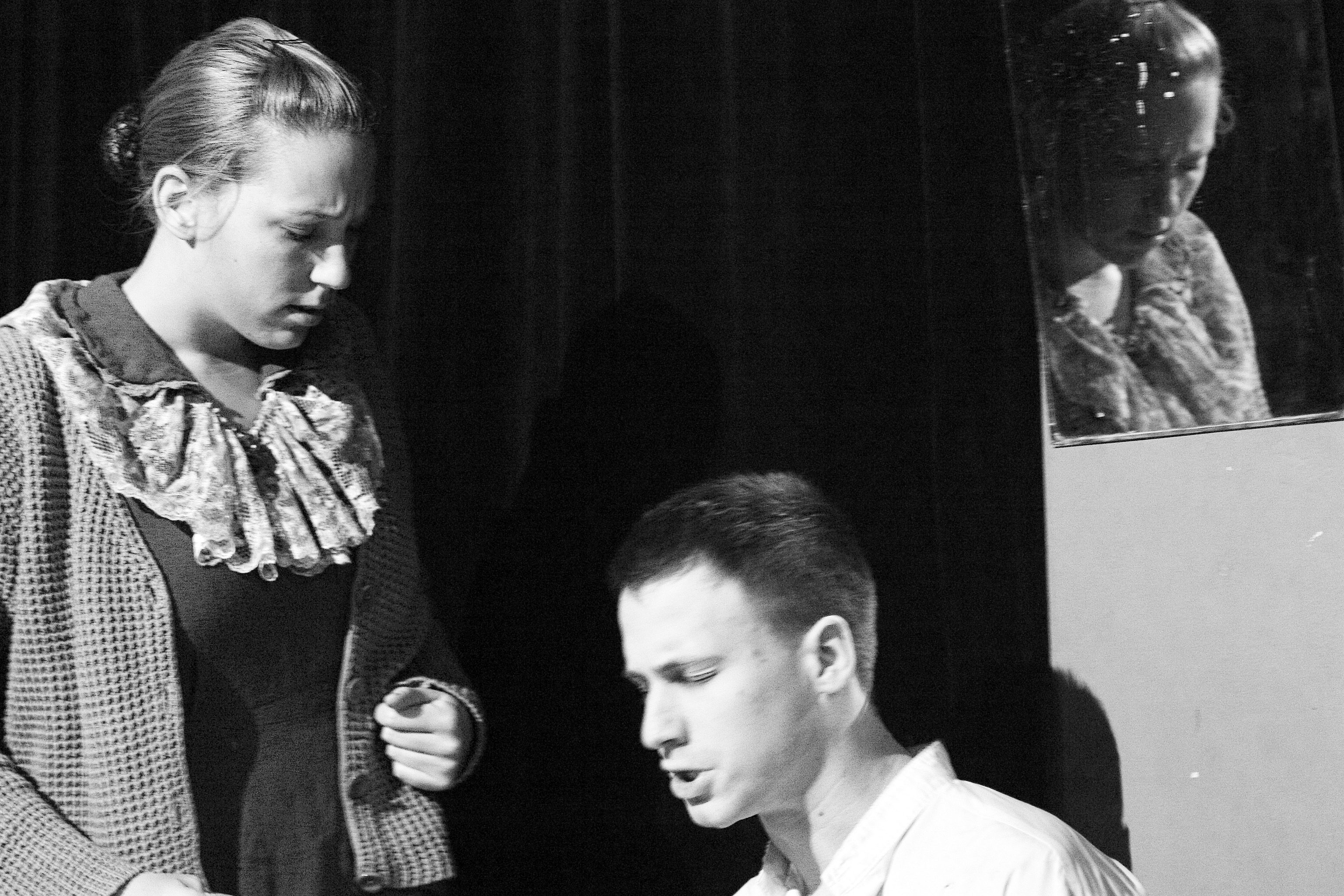
Raskolnikov в театрі Ty-JA-TR, Прага 2009.
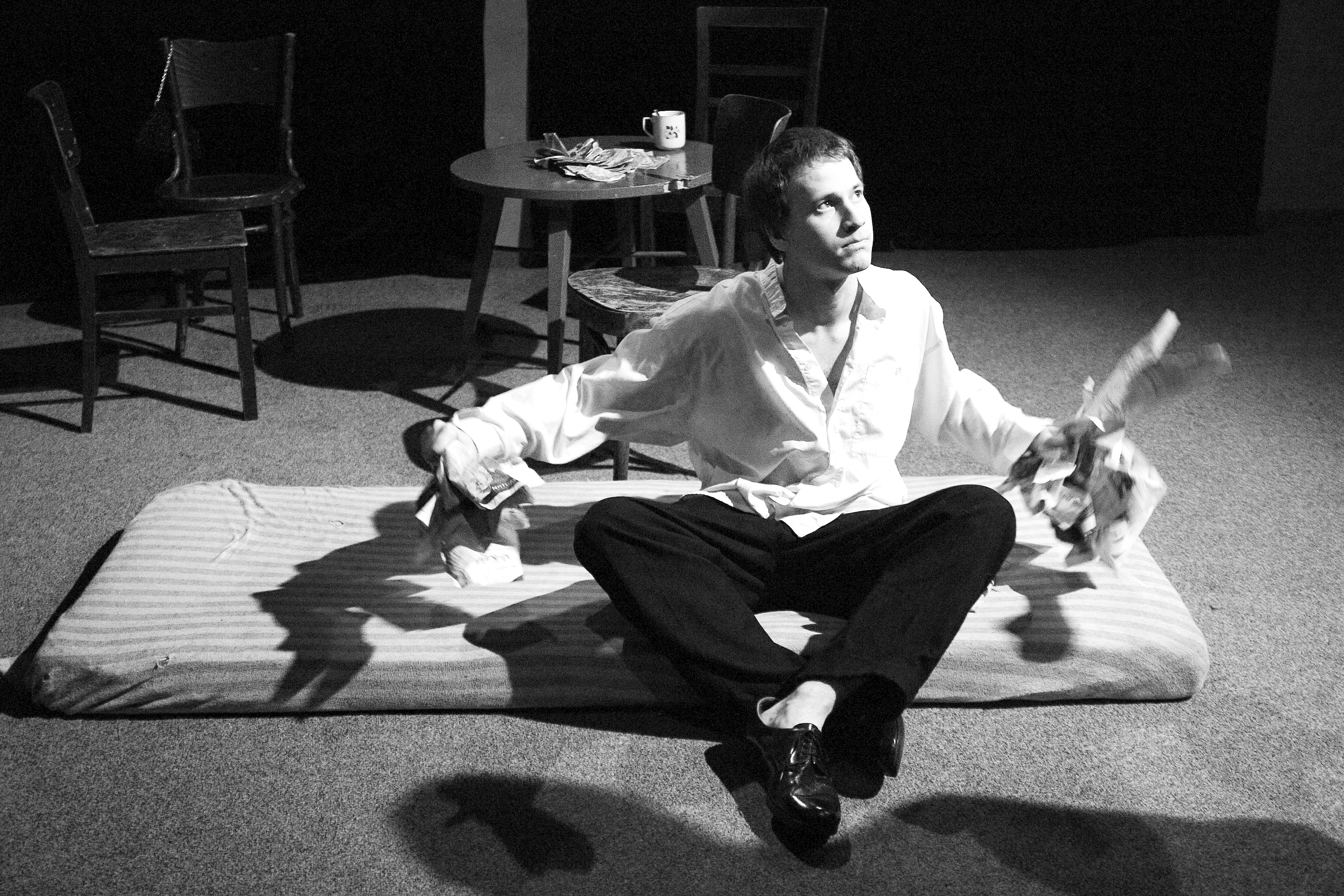
Raskolnikov в театрі Ty-JA-TR, Прага 2009.
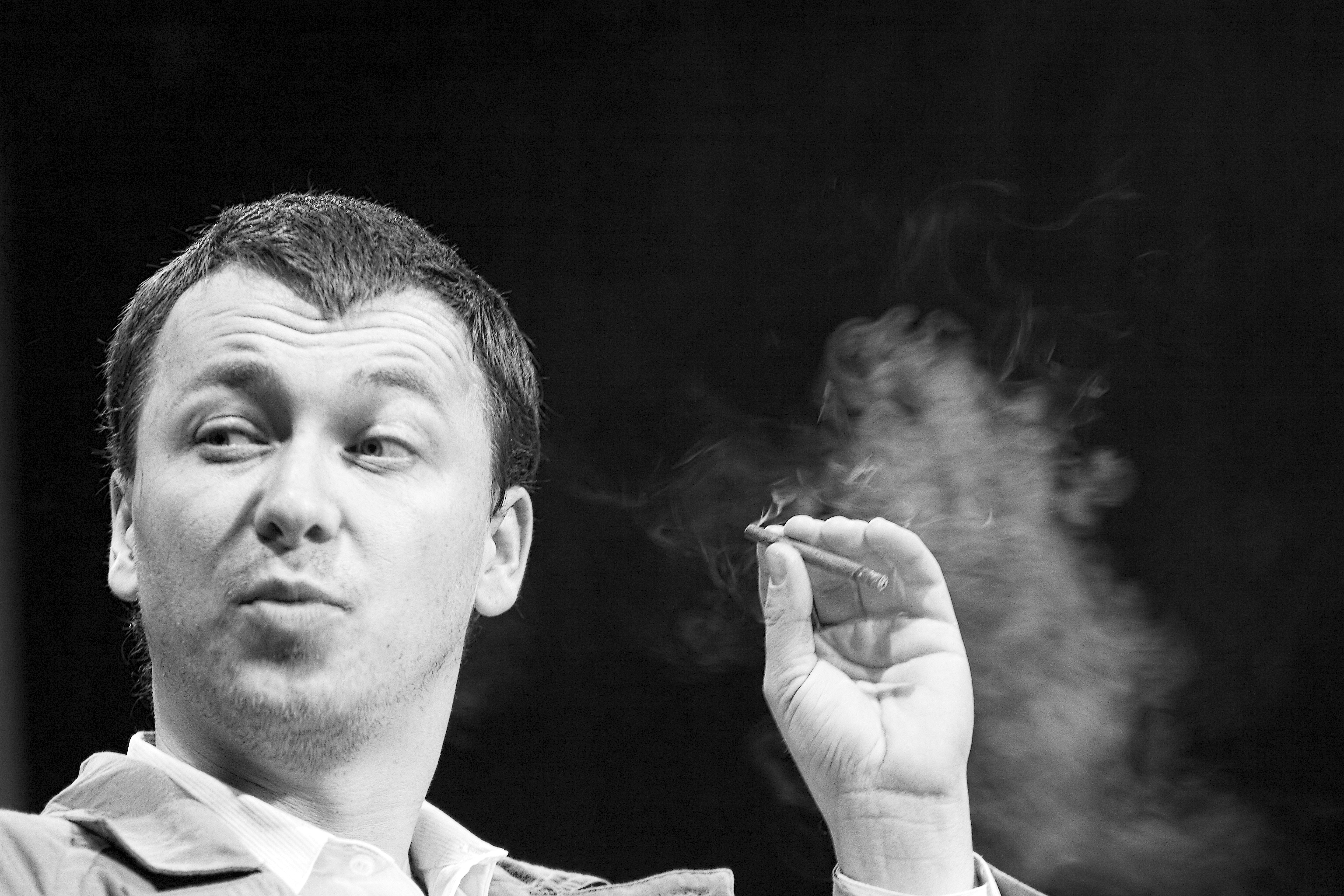
Raskolnikov в театрі Ty-JA-TR, Прага 2009.

## Пам'ять
У 2013 році у видавництві VSD вийшла книга «Leo Birinski» Рональда Кохна